# Bombylius goyaz
Bombylius goyaz är en tvåvingeart som först beskrevs av Macquart 1840.  Bombylius goyaz ingår i släktet Bombylius och familjen svävflugor. Inga underarter finns listade i Catalogue of Life.